# Qianjiang Motorcycle
Zhejiang Qianjiang Motorcycle Group Co., generalmente conocido como Qianjiang Motorcycle, es un fabricante chino de motocicletas fundado en 1985 y con sede en Winling. Ahora es uno de los mayores fabricantes de vehículos de 2 ruedas de China.

## QJMotor en España
De la mano del inquieto Grupo Motos Bordoy llega a España la nueva marca QJ MOTOR. Hasta ahora conocida como Qianjiang Motor y dedicada a la producción para otras firmas, pero que ha dado el paso de fabricar también bajo su propia marca.
Hace apenas un mes te contábamos la llegada de QJ MOTOR a España, con un desembarco para nada discreto y compuesto por una nutrida oferta de nada menos que siete modelos, ya disponibles en sus concesionarios, y que atienden hasta tres segmentos diferentes. Ahora hemos conocido los ambiciosos planes de la marca china en su asalto a los mercados español y portugués, así como todos los detalles de su estrategia de negocio durante su presentación ante la prensa especializada.

## Sponsorship
En el 2022, QJMotor se convirtió en el patrocinador principal de Avintia Esponsorama Racing en la categoría de Moto3 con sus dos pilotos, Matteo Bertelle y Elia Bartolini . Luego, a partir de la temporada 2023, QJmotor se convirtió en el patrocinador principal de Gresini Racing en el campeonato de Moto2.

## enlaces externos
- «Sitio web de QJMotor en español». Consultado el 12 de octubre de 2021.

- Datos: Q2121562
- Multimedia: Keeway motorcycles / Q2121562